# James Anderson (frimurer)
 Der er flere personer med dette navn, se James Anderson.
James Anderson (født 1680 i Aberdeen, Skotland, død 28. maj 1739) var forfatter af den første moderne konstitution for det spekulative frimureri. 
Han var den anden søn i familien og blev nærmest født ind i frimureriet, idet hans far var frimurer og medlem af logen af Aberdeen som blev dannet før 1670. James´s far var forfatter til ”A Lockable Mark Book”. Der er ingen kilder der kan bekræfte hvor James Anderson var optaget i frimureriet, men det har højst sanynligt været logen i Aberdeen.
James Anderson får sin uddannelse på The Marischal College hvor han også får sin Master og sin Doktor titel i teologi. The Marischal College er i dag en del af Aberdeen Universitet.
James rejser i år 1709 til London, hvor han overtager præsteembedet i en presbyterianske kirke i Swallow Street. I 1734 flytter han til Lisle Street, da Swallow Street i forbindelse med, at Regent Street bygges ud.
Som sagt findes der ingen optegnelser over hvor James var optaget, man ved med sikkerhed at han var medlem af logen ”The Rummer and Grapes” som lå i Channel Row i Westminster. Man ved også, at han var Mestermurer i en loge for franske brødre, som hed ”Salomons Tempel No 17" og havde adresse i Hemmings Row. 
Den Ærværdige Mester af den franske loge "Salomons Tempel", var præsten John Theophilus Desaguliers som var født i La Rochelle i Frankrig og uddannet i Christ Church College i Oxford, England. J.T. Desaguliers bliver i 1719 den tredje Stormester af Storlogen af England og bliver efterfulgt af The Duke of Montague som bliver Stormester den 24. juni 1721.
James Anderson blev kaldet af Storlogen af London den 29. september 1721, hvor han blev beordret til at redigere den gamle gotiske konstitution og komme med en ny og bedre udgave. Den 27. december 1721, som også er evangelisten Johannes' dag, blev Andersons arbejde præsenteret for storlogen. Denne nye Konstitution indeholdt bl.a. Frimureriets historie helt fra Paradisets have og frem til Storlogen af Englands tilblivelse i 1717. Efter en komite havde vurderet den nye konstitution, udkom den endeligt i år 1723 i en 91 siders udgave med bl.a. Forord af forhenværende stormester J.T. Desaguliers. 
Den anden udgave udkom i år 1738 og var nu på hele 230 sider.